# هيروتوشي هوندا
هيروتوشي هوندا (باليابانية: 本田博俊؛ بالكانا: ほんだ ひろとし) هو شخصية أعمال ومهندس ياباني، ولد في 11 أبريل 1942 في هاماماتسو في اليابان.